# Asenovo (Jambol)
Asenovo (Bulgaars: Асеново) is een dorp in de Bulgaarse gemeente Toendzja, oblast Jambol. Het dorp ligt 17 km ten zuidoosten van Jambol en 275 km ten zuidoosten van Sofia.

## Bevolking
De eerste officiële volkstelling van 1934 registreerde 505 inwoners. Dit aantal groeide tot een maximum van 550 inwoners in 1946. Sindsdien neemt het inwonersaantal in een rap tempo af. Op 31 december 2019 telde het dorp 78 inwoners.
| Bevolkingsontwikkeling tussen 1934 en 2019          |
| --------------------------------------------------- |
|                                                     |
| Bron: Nationaal Statistisch Instituut van Bulgarije |

Van de 95 inwoners reageerden er 94 op de optionele volkstelling van 2011. Zo’n 92 personen identificeerden zichzelf als etnische Bulgaren (98%).
| Etnische samenstelling van de respondenten (2011) | Etnische samenstelling van de respondenten (2011) | Etnische samenstelling van de respondenten (2011) | Etnische samenstelling van de respondenten (2011) | Etnische samenstelling van de respondenten (2011) |
| ------------------------------------------------- | ------------------------------------------------- | ------------------------------------------------- | ------------------------------------------------- | ------------------------------------------------- |
|                                                   |                                                   |                                                   |                                                   |                                                   |
| Bulgaren                                          | Bulgaren                                          |                                                   | 97,9%                                             | 97,9%                                             |
| Turken                                            | Turken                                            |                                                   | 0,0%                                              | 0,0%                                              |
| Roma                                              | Roma                                              |                                                   | 0,0%                                              | 0,0%                                              |
| Anders/Onbekend                                   | Anders/Onbekend                                   |                                                   | 2,1%                                              | 2,1%                                              |

Het dorp heeft een ongunstige leeftijdsopbouw. Van de 95 inwoners die in februari 2011 werden geregistreerd, waren er 4 jonger dan 15 jaar oud (4%), 37 inwoners waren tussen de 15-64 jaar oud (39%), terwijl er 54 inwoners van 65 jaar of ouder werden geteld (57%).